# Francesco Maria Sforza Pallavicino
Francesco Maria Sforza Pallavicino (Roma, 28 novembre 1607 – Roma, 5 giugno 1667) è stato un cardinale e storico italiano.

## Biografia

### Infanzia e formazione
Nacque a Roma dal marchese Alessandro Pallavicino, figlio adottivo di Sforza Pallavicino, celebre generale della Repubblica di Venezia, e da Francesca Sforza dei duchi di Segni, già vedova di Ascanio II della Corgna. Il nome Sforza che gli venne imposto è un omaggio al celebre nonno e non, come molti hanno creduto, un secondo cognome, mutuato dalla madre.
	
Discendente dalla linea di Parma della antica e nobile casa dei Marchesi Pallavicino, primogenito della sua famiglia, rinunciò al diritto di primogenitura per accedere al sacerdozio.
Dopo gli studi elementari (in casa come d'uso nelle famiglie nobili) entrò come esterno al Collegio Romano, dove si applicò soprattutto alla filosofia, sotto la guida di Vincenzo Aragna, e alla giurisprudenza. Inizia allora i primi esperimenti poetici, seguiti ed incoraggiati, tra gli altri, dal cardinale Ottavio Bandini e da Giovanni Battista Rinuccini, il futuro arcivescovo di Fermo al quale dedicherà il suo Trattato dello stile e del dialogo.

### Inizio della carriera
Conseguì sia il dottorato in filosofia che quello in giurisprudenza nel 1625.  Decise quindi di iscriversi al corso tenuto dal celebre teologo spagnolo Juan de Lugo, futuro cardinale; si laureò quindi in teologia nel 1628 (la tesi, De universa Theologia, è conservata manoscritta). Papa Urbano VIII, al quale Pallavicino aveva accortamente dedicato la propria tesi, lo nominò referendarius utriusque signaturæ e membro delle congregazioni del Buon Governo e dell'Immunità ecclesiastica, assegnandogli una pensione di 250 scudi.

Pallavicino iniziò a tenere lezioni di filosofia presso il palazzo del cardinale Maurizio di Savoia e nello stesso periodo fu accolto nell'Accademia degli Umoristi (della quale fu per un certo periodo Principe); frequentando Virginio Cesarini, conobbe alcune delle personalità di spicco della cultura romana, tra le quali Agostino Mascardi, Fulvio Testi, John Barclay e Giulio Strozzi.

Fu tanto noto che Alessandro Tassoni lo lodò in un'ottava della sua Secchia rapita e che il giovane senese Fabio Chigi (il futuro papa Alessandro VII), appena giunto a Roma, volle conoscerlo, tanto da divenirne amico e da entrare nell'Accademia degli Umoristi.

Il suo amico Giovanni Ciampoli, Segretario "dei Brevi", cadde in disgrazia, tra l'altro a causa dell'amicizia con Galileo Galilei. Anche la posizione di Pallavicino presso la corte papale fu gravemente colpita. Nel 1632 fu nominato Governatore di Jesi, Orvieto, e Camerino, incarico che tenne per molto tempo.

### Ingresso nella Compagnia di Gesù
Nonostante l'opposizione del padre, egli entrò nella Compagnia di Gesù il 21 giugno 1637.
Il noviziato si svolse sotto la guida di Giampaolo Oliva (che diverrà Generale della Compagnia) e dopo soli sedici mesi (in luogo dei consueti due anni) ottenne la cattedra di filosofia al Collegio Romano.

Nel 1643, quando Juan de Lugo fu creato cardinale, Pallavicino gli successe nella cattedra di teologia, tenendola fino al 1651. Poco dopo fu nominato Prefetto generale agli studi del Collegio.

Negli stessi anni fu spesso impiegato da Innocenzo X, in materie di grande importanza. In questo modo divenne membro della commissione di tredici teologi e sette cardinali, guidata dal cardinale Bernardino Spada, incaricata di esaminare gli scritti di Giansenio e in particolare il De Ecclesia Bicipiti, che sosteneva la perfetta parità degli apostoli Pietro e Paolo.

Fu inoltre incaricato di esaminare gli scritti di Martin de Barcos, due dei quali furono da lui proposti per la condanna nel 1647.

### Attività letteraria
Prima del suo ingresso tra i Gesuiti aveva pubblicato orazioni e poesie. Del suo grande poema in ottave I fasti sacri, che avrebbe dovuto cantare (in 14 canti) tutte le ricorrenze del calendario cristiano, ma che rimase interrotto al settimo canto, il papa Urbano VIII aveva fatto pubblicare una parte (Roma, 1636), ma il suo ingresso nel noviziato ne ha sospeso l'ulteriore stesura.

La sua prima grande opera letteraria come gesuita è stata una tragedia, Ermenegildo martire (Roma, 1644). Nello stesso anno apparve Del Bene. Quattro libri (Roma 1644).
L'anno successivo escono le Considerazioni sopra l'arte dello stile e del dialogo, che riappariranno, con sostanziali modifiche, nel 1647 con il titolo di Arte dello stile.
Ha curato e pubblicato le opere del suo amico Giovanni Ciampoli; di questi apparvero a Roma le Rime (1648) e le Prose (1667 e 1676).

In replica alle numerose accuse sollevate contro la Compagnia di Gesù (De Potestate Pontificia in Societatem Jesu, dell'ex gesuita Giulio Clemente Scotti, apparso nel 1645 e Monarchia Solipsorum, anonimo), Pallavicino compose una vigorosa apologia, Vindicationes Societatis Jesu, quibus multorum accusationes in eius Institutum, leges, palestre, mores refelluntur (Roma, 1649), scritto su richiesta del Generale dell'Ordine Vincenzo Carafa.

Nello stesso anno iniziò la pubblicazione del suo grande lavoro dogmatico, associato alle sue conferenze teologiche , "Assertiones theologicæ". L'opera completa tratta l'intero campo del dogma in nove libri. I primi cinque libri, apparsi in tre volumi (Roma, 1649), i restanti quattro libri sono inclusi nei volumi IV-VIII (Roma, 1650-1652). Immediatamente dopo questo ha iniziato la pubblicazione di dispute sulla seconda parte della Summa theologica di San Tommaso, RP Sfortiæ Pallavicini... Disputationum in Iam IIæ d. Thomae Tomus I (Lione, 1653). Tuttavia solo il primo volume del lavoro fu pubblicato, perché Pallavicino, nel frattempo, era stato incaricato dal papa di scrivere una smentita della Storia del Concilio di Trento di Paolo Sarpi.

### L'Istoria del Concilio di Trento

Istoria del Concilio di Trento, 1656-1657

L'opera polemica e ostile di Sarpi sul Concilio di Trento era apparsa già nel 1619 sotto uno pseudonimo (Storia del Concilio Tridentino, nella quale si scoprono tutti gli artifici della corte di Roma... Di Pietro Soave Pollano, Londra , 1619). Diversi studiosi cattolici avevano già iniziato a raccogliere il materiale per una smentita di questo lavoro, ma nessuno era stato in grado di terminare la gigantesca impresa. Un gesuita, Terenzio Alciati (Prefetto agli studi presso il Collegio Romano), e un monsignore, Felice Contelori (1588-1652), avevano raccolto una vasta massa di materiale; avevano appena iniziata la compilazione quando morirono improvvisamente, il primo nel 1651 e l'altro nel 1652.
Pallavicino per ordine del papa Innocenzo X e di Goswin Nickel, il nuovo Generale dei Gesuiti, ne continuò il lavoro. Di conseguenza si dimise dalla sua cattedra presso il Collegio Romano, per dedicarsi esclusivamente a questo compito impegnativo. Egli utilizzò tutto il materiale a disposizione, precedentemente raccolto da Contelori e Alciati, e aggiunse il frutto di proprie ricerche negli archivi romani e non romani.

Ebbe a sua disposizione i documenti dell'Archivio Segreto Vaticano senza restrizioni. Fu quindi in grado di pubblicare il lavoro fin dal 1656-1657 in due volumi in folio. Pallavicino ne pubblicò poi una nuova edizione in tre volumi (Roma, 1664). Con l'assistenza del suo segretario Cataloni, ne preparò un'edizione ridotta in cui sono omessi molti passi polemici (Roma, 1666).

Fino a tempi molto recenti, l'opera di Pallavicino è stata la principale fonte (di parte cattolica) per la storia del Concilio di Trento. Estratti di essa sono apparsi spesso, e Francesco Antonio Zaccaria nel 1733 ne ha pubblicato un'edizione commentata in 4 volumi. Il lavoro è stato anche tradotto in latino da un gesuita, Giovanni Battista Giattini; in tedesco di Theodor Friedrich Klitsche de la Grange, in francese e in spagnolo.

Il lavoro di Pallavicino è più vasto e più meditato di quello del suo avversario Sarpi. Ma si tratta di un trattato apologetico, e per questo motivo, non esente da parzialità in quanto non è senza errori, come qualsiasi opera storica, oggi analizzata con le risorse attuali dalla investigazione.
In polemica con l'opera di Pallavicino, Francesco Maria Maggi pubblicò un opuscolo in difesa della memoria di Paolo IV, che egli riteneva ingiustamente calunniato nell'Istoria.
Pallavicino rifiutò la disputa aperta e, dopo aver risposto privatamente in forma epistolare, lasciò cadere la questione finché la polemica non si sgonfiò da sola.

### Nomina a cardinale
Pallavicino ricevette il dovuto riconoscimento da papa Alessandro VII. Il 9 aprile 1657 fu creato cardinale in pectore; il 29 aprile 1658 la sua elevazione al cardinalato fu resa pubblica. Tuttavia continuò il suo semplice, pio modo di vivere. Il papa nei primi tempi lo consultava spesso su importanti questioni, poi i rapporti cordiali col papa iniziarono a raffreddarsi: la ragione è nel nepotismo del pontefice, pratica allora comune, ma dalla quale il Chigi all'inizio del regno pareva volesse astenersi; le rimostranze di Pallavicino segnarono l'inizio del declino dei loro rapporti; sta di fatto che da quel momento il Cardinale lasciò interrotta la Vita di Alessandro VII che andava scrivendo e che verrà pubblicata solo nell'Ottocento.

Espletò sempre i suoi diversi compiti con la massima coscienza. Destinò gran parte delle proprie rendite a sostenere gli sforzi scientifici. Proseguì anche l'opera letteraria, non solo con le riduzioni e riedizioni dell'Istoria del Concilio ma anche con un trattato mistico-ascetico, Arte della perfezione cristiana, divisa in tre libri, del 1665, composto su esortazione di Carlo Tommasi, chierico teatino. Molte delle sue opere sono state stampate solo successivamente, altre sono ancora inedite. Dopo esser diventato cardinale, Pallavicino continuò a proteggere e sostenere i Gesuiti.

### Malattia e morte

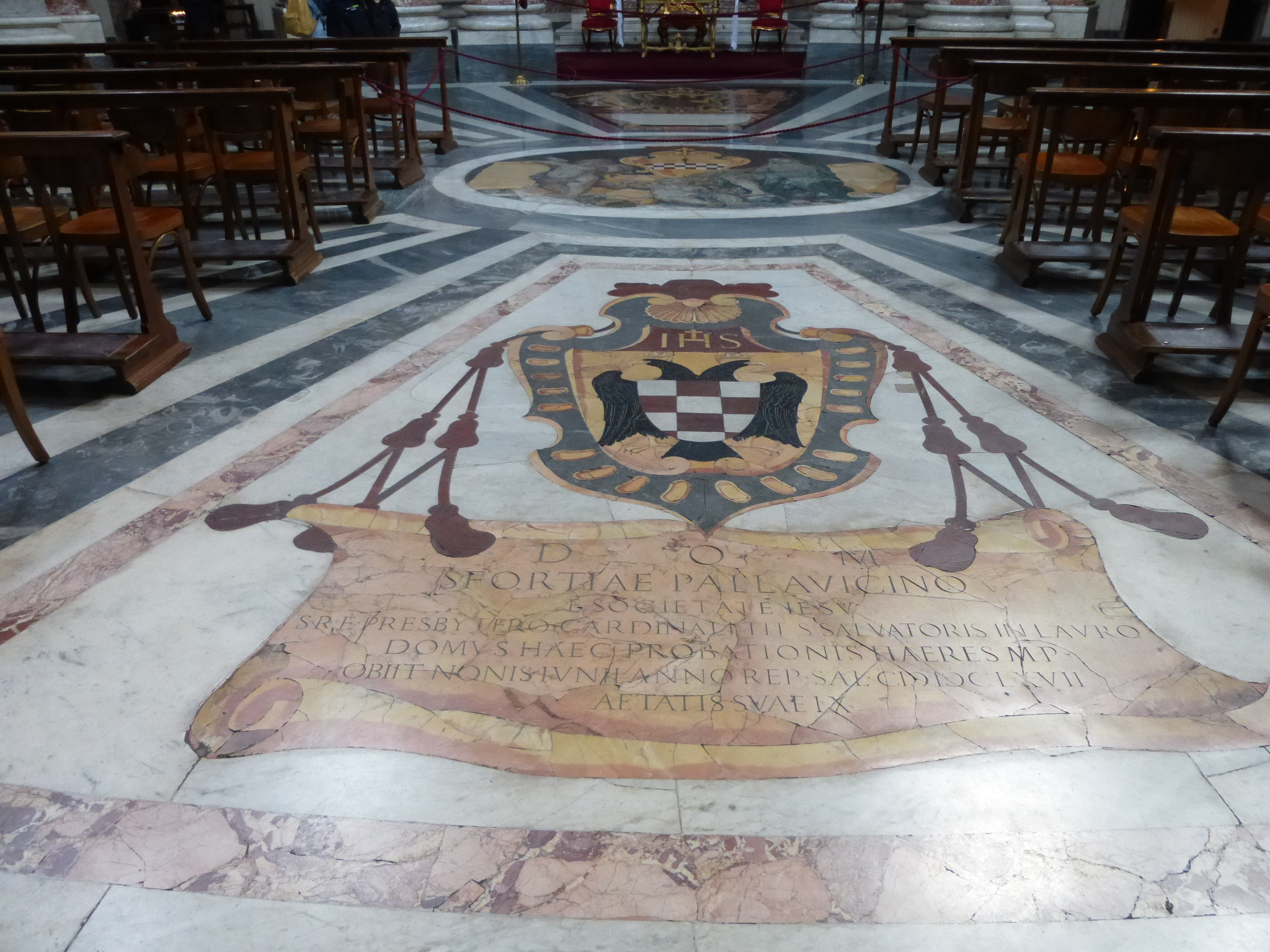
La tomba del cardinale Sforza Pallavicino in S. Andrea al Quirinale

Intanto la sua salute andava peggiorando finché nell'aprile del 1667, a seguito di un ulteriore peggioramento, Pallavicino decise di lasciare il palazzo in cui viveva, in piazza Quattro Fontane e di trasferirsi nel noviziato gesuitico di Sant'Andrea. Lì, il 22 maggio, lo raggiunse la notizia della morte del pontefice che lo colpì tanto da aggravarne ulteriormente le condizioni di salute.

Morì, assistito da Alessandro Fieschi, assistente d'Italia della Compagnia di Gesù e del Generale Giovanni Paolo Oliva, il suo primo maestro del noviziato, il 5 giugno nel 1667, durante il Conclave, al quale non poté partecipare.

Venne sepolto nella chiesa di Sant'Andrea al Quirinale, dove ancor oggi si vede la lastra marmorea e la semplice iscrizione che egli stesso dettò nel proprio testamento.

## Opere postume
L'anno dopo la sua morte il suo ex segretario, Giambattista Galli Pavarelli, pubblicò una raccolta delle sue lettere, Lettere dettate dal card. Sforza Pallavicino (Roma, 1668). Altre collezioni apparvero a Bologna (1669), a Venezia (1825), a Roma (4 voll., 1848). Le maggiori raccolte di opere di Pallavicino sono stati edite nel corso del diciannovesimo secolo. Le più importanti edizioni delle sue opere sono le seguenti: Roma, 1834 (in 2 volumi), Roma, 1844-48 (in 33 volumi).

## Fonti
- Ireneo Affò, Memorie della vita e degli studi di Sforza cardinale Pallavicino... Vol. 1, pp. XVII-LII, in Raccolta di opuscoli scientifici e letterarj di autori italiani, Ferrara 1780, V, pp. 1–64; ripubblicato con note erudite da Francesco Antonio Zaccaria in fronte al tomo I dell'Istoria (Faenza 1792, pp. XLI-LII).
- Carlos Sommervogel, Aloys De Backer, Bibliothèque de la Compagnie de Jésus, VI, Bibliografia (nuova edizione, Bruxelles, 1895), pp. 120-143;
- Hugo von Hurter, Nomenclator litterarius, IV (Innsbruck, 1910), p. 192.
- Pietro Giordani, Discorso sulla vita e sulle opere del card. Sforza Pallavicino, premesso alla Vita di Alessandro VII, Prato 1839.
- (DE) Leopold von Ranke, Die römischen Päpste, III, Berlino, Duncker & Humblot, 1836,  p. 270 segg.
- Cesare Cantù, Storia Universale, Torino 1844, XV, n. xxvi, pp. 204-217.
- Generoso Calenzio, Esame critico letterario delle opere riguardanti la storia del concilio di Trento, Roma-Torino, 1869,  p. 117.
- Benedetto Croce, Problemi di estetica [1899], II ed., Bari 1923, pp. 311-348.
- Benedetto Croce, Storia dell'età barocca in Italia, Bari, Casa editrice Giuseppe Laterza & figli, 1929,  pp. 183-188.
- (DE) Hubert Jedin, Das Konzil von Trient: Ein Überblick über die Erforschung seiner Geschichte, Roma, Edizioni di Storia e Letteratura, 1948,  pp. 119-145.
- Francesco De Sanctis, Storia della letteratura italiana, a cura di Niccolò Gallo, II, Torino, Einaudi, 1958,  pp. 792-796.
- Ezio Raimondi (a cura di), Trattatisti e narratori del Seicento, Milano, Riccardo Ricciardi, 1960,  pp. 191-262.
- Alfonso Chacón, Vitae et res gestae Pontificum Romanorum et S.R.E. Cardinalium, IV, Roma 1601, coll. 738-741;
- Leone Allacci, Apes urbanae, Roma 1633, pp. 233 s.;
- Lorenzo Crasso, Elogii d'huomini letterati, I, Venezia 1666, pp. 329-333;
- Agostino Oldoini, Athenaeum Romanum, Perugia 1676, pp. 602 s.;
- Prospero Mandosio, Bibliotheca Romana, VII, Roma 1682, pp. 151-155;
- Lorenzo Cardella, Memorie storiche di cardinali di Santa Romana Chiesa, VII, Roma 1793, pp. 137-142;
- Alfonso Maria Casoli, Il cardinal Sforza Pallavicino e la Repubblica di Venezia, in La Civiltà cattolica, LI (1900), 3, pp. 530-545;
- Sforza Pallavicino, Pensieri e profili, a cura di Michele Ziino, Napoli 1927;
- Mario Costanzo, Note sulla poetica del Pallavicino [1959], in Id., Dallo Scaligero al Quadrio, Milano 1961, pp. 101-156;
- Ezio Raimondi, Polemica intorno alla prosa barocca, in Letteratura barocca, Firenze 1961, pp. 175-184, 233-248;
- Mario Rosa, Alessandro VII, in Dizionario biografico degli italiani, vol. 80, Roma, Istituto dell'Enciclopedia Italiana, 2014. URL consultato il 27 agosto 2019.
- Mario Scotti, Storia del Concilio di Trento e altri scritti, Torino 1962, passim;
- Franco Croce, La critica dei barocchi moderati [1955-56], in Tre momenti del barocco letterario italiano, Firenze 1966, pp. 161-220;
- Ezio Raimondi, Avventure del mercato editoriale, in Anatomie secentesche, Pisa 1966, pp. 114-118;
- Claudio Costantini, Baliani e i Gesuiti, Firenze 1969, pp. 97-108;
- Mario Costanzo, Note sulla poetica del Pallavicino, in Id., Critica e poetica del primo Seicento, II, Maffeo e Francesco Barberini, Cesarini, Pallavicino, Roma 1971, pp. 127-167;
- Sergio Bertelli, Ribelli, libertini e ortodossi nella storiografia barocca, Firenze 1973, pp. 109-118;
- Mario Scotti, Sforza Pallavicino, in Dizionario critico della letteratura italiana, II, Torino 1973, pp. 747-749;
- Gabriele Baroncini, L'insegnamento della filosofia naturale nei Collegi italiani dei Gesuiti (1610-1670): un esempio di nuovo aristotelismo, in La «Ratio studiorum». Modelli culturali e pratiche educative dei Gesuiti in Italia tra Cinque e Seicento, a cura di G.P. Brizzi, Roma 1981, pp. 163-215;
- Renato Diez, Il trionfo della parola. Studio sulle relazioni di feste nella Roma barocca 1623-1667, Roma 1986, pp. 157-184;
- Carmine Jannaco, Martino Capucci, Storia letteraria d'Italia. Il Seicento, Padova 1986, pp. 908-910;
- László Polgár, Bibliographie sur l'histoire de la Compagnie de Jésus, III, Roma 1990, pp. 615-617;
- Eraldo Bellini, Scrittura letteraria e scrittura filosofica in Sforza Pallavicino, in Claudio Scarpati, Eraldo Bellini, Il Vero e il falso dei poeti, Milano 1990, pp. 73-189;
- Eraldo Bellini, Linguistica barberiniana. Lingue e linguaggi nel ‘Trattato dello stile e del dialogo’ di Sforza Pallavicino, in Studi secenteschi, XXXV (1994), pp. 57-104;
- Sven K. Knebel, Die früheste Axiomatisierung des Induktionsprinzips: Pietro Sforza Pallavicino SJ (1607-1667), Salzburger Jahrbuch für Philosophie 41 (1996), 97-128;
- Tomaso Montanari, Bernini, Pietro da Cortona e un frontespizio per Sforza Pallavicino, in Annali della Scuola Normale superiore di Pisa, s. 4, Quaderni, 1-2, Classe di lettere e filosofia, Pisa 1996 (1998), pp. 339-359;
- Giovanni Baffetti, Retorica e scienza: cultura gesuitica e Seicento italiano, Bologna 1997, pp. 90-103;
- Eraldo Bellini, Umanisti e Lincei. Letteratura e scienza a Roma nell'età di Galileo, Padova 1997, passim;
- Federica Favino, A proposito dell'atomismo di Galileo. Da una lettera di Tommaso Campanella a uno scritto di Giovanni Ciampoli, in Bruniana & Campanelliana, III (1997), pp. 265-282;
- Tomaso Montanari, Gian Lorenzo Bernini e Sforza Pallavicino, in Prospettiva, n. 87/88, 1997,  pp. 42-68, JSTOR 24432743.
- Domenico Bertoloni Meli, Shadows and deception: from Borelli's Theoricae to the Saggi of the Cimento, in The British Journal for the History of Science, XXXI (1998), pp. 401-404;
- Tomaso Montanari, Bernini e Cristina di Svezia, Alle origini della storiografia berniniana, in Alessandro Angelini, Gian Lorenzo Bernini e i Chigi tra Roma e Siena, Siena 1998, pp. 321-477;
- Tomaso Montanari, Sulla fortuna poetica di Bernini. Frammenti del tempo di Alessandro VII, in Studi secenteschi, XXXIX (1998), pp. 127-164;
- Clizia Carminati, Il carteggio tra Virgilio Malvezzi e Sforza Pallavicino, ibid., XLI (2000), pp. 357-429;
- Antonio Menniti Ippolito, Il tramonto della Curia nepotista: papi, nipoti e burocrati tra 16. e 17. secolo, Roma 1999, pp. 85-88, 91, 122;
- Federica Favino, Sforza Pallavicino editore e 'galileista ad un modo', in Giornale critico della filosofia italiana, LXXIX [LXXXI], (2000), 2-3, pp. 281–315;
- Mario Rosa, Tomaso Montanari, Alessandro VII, in Enciclopedia dei Papi, Roma, Istituto dell'Enciclopedia Italiana, 2000.
- Sven K. Knebel, Pietro Sforza Pallavicino's Quest for Principles of Induction, in The Monist, vol. 84, n. 4, 2001,  pp. 502-519, JSTOR 27903746.
- Maarten Delbeke, La fenice degl'ingegni: een alternatief perspectief op Gianlorenzo Bernini en zijn werk in de geschriften van Sforza Pallavicino, Gent 2002;
- Antonio Menniti Ippolito, I papi al Quirinale: il sovrano pontefice e la ricerca di una residenza, Roma 2004, pp. 93–97;
- «Nunc alia tempora, nunc alii mores». Storici e storia in età postridentina, Atti del convegno ... 2003, a cura di M. Firpo, Firenze 2005, passim;
- Giovanni Baffetti, Un problema storiografico: Giovanni Ciampoli e Sforza Pallavicino, in I primi Lincei e il Sant'Uffizio: questioni di scienze e di fede. Atti del convegno...2003, Roma 2005, pp. 125–140;
- Jacob Schmutz, «Aristote au Vatican. Le débat entre Pietro Sforza Pallavicino (1606-1667) et Frans Vanderveken (1596-1664) sur la théorie aristotélicienne de la vérité», in: Der Aristotelismus in der frühen Neuzeit, Kontinuität oder Wiederaneignung ?, Frank, Günter; Speer, Andreas (a cura di), Wiesbaden : Harrassowitz, 2007, 65-95;
- Eraldo Bellini, Stili di pensiero nel Seicento italiano. Galileo, I Lincei, I Barberini, Pisa, Edizioni ETS, 2009,  passim, ISBN 978-8846723192.
- Silvia Apollonio, Prime ricerche sui 'Fasti sacri' di Sforza Pallavicino, in Aevum, LXXXIV, 2010,  pp. 767-793, JSTOR 20862370.
- Lorenzo Geri, Gli insegnamenti "civili" della storia religiosa. I "detti sentenziosi" nella "Istoria del Concilio di Trento " di Sforza Pallavicino, in V. Guarna, F. Lucioli e P.G. Riga (a cura di), Il discorso morale nella letteratura italiana. Tipologie e funzioni, Roma, Bulzoni, 2011,  pp. 145-156, DOI:10.1400/202539.
- Maarten Delbeke, The Art of Religion. Sforza Pallavicino and art theory in Bernini’s Rome, Farnham, Routledge, 2012, ISBN 978-0754634850.
- Vincenzo D'Angelo, Senza variar ciò che si diceva: sulle correzioni linguistiche di Sforza Pallavicino nell'Istoria del Concilio di Trento, in Lingua italiana: storia, struttura, testi: rivista internazionale, XIV, 2018,  pp. 99-116, DOI:10.19272/201804301007.

## Opere
- Pietro Sforza Pallavicino, I fasti sacri, a cura di Silvia Apollonio, Lecce, Argo, 2015 (edizione postuma), ISBN 978-88-8234-130-5.

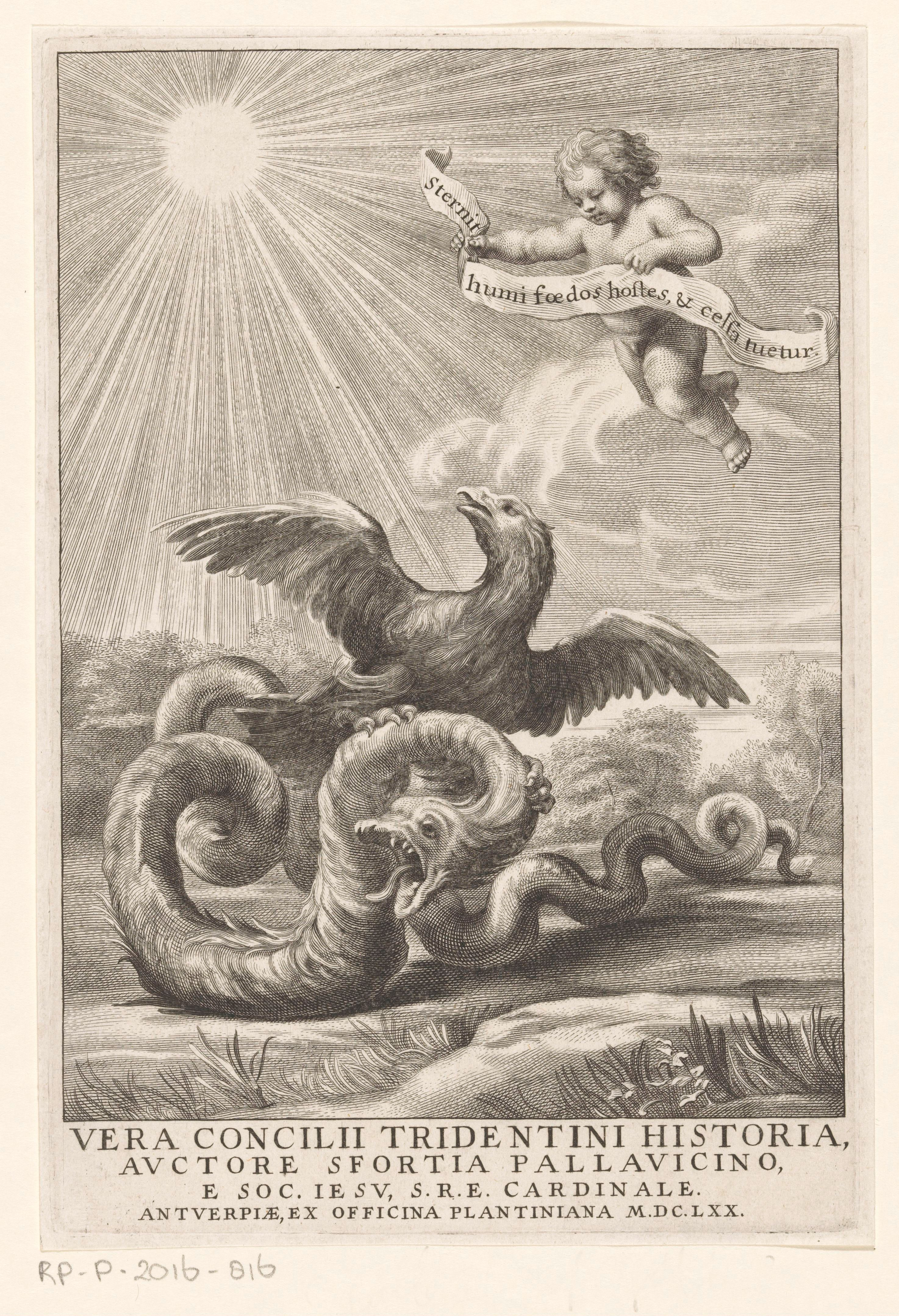
Frontespizio della Vera concilii tridentini historia, Anversa, Officina Plantiniana, 1670.

- Pietro Sforza Pallavicino, Ermenegildo martire, Roma, per gli eredi del Corbelletti, 1644. URL consultato il 28 giugno 2019.
- Pietro Sforza Pallavicino, Del bene libri quattro, Roma, per gli eredi del Corbelletti, 1644. URL consultato il 28 giugno 2019.
- Pietro Sforza Pallavicino, Considerazioni sopra l'arte dello stile e del dialogo, Roma, per gli eredi del Corbelletti, 1646. URL consultato il 28 giugno 2019.
- (LA) Pietro Sforza Pallavicino, Vindicationes Societatis Jesu, quibus multorum accusationes in eius Institutum, leges, palestre, mores refelluntur, Roma, typis Dominici Manelphi, 1649. URL consultato il 28 giugno 2019.
- (LA) Assertiones theologicæ, Roma, 1649-1652
- (LA) Pietro Sforza Pallavicino, RP Sfortiæ Pallavicini... Disputationum in Iam IIæ d. Thomae Tomus I, Lione, Sumpt. Philip. Borde, Laur. Arnaud & Cl. Rigaud, 1653. URL consultato il 28 giugno 2019.
- Pietro Sforza Pallavicino, Istoria del Concilio di Trento, scritta dal P. Sforza Pallavicino, della Compagnia di Giesù ove insieme di rifiutasi con testimonianze auterevoli un Istoria falsa divolgata nello stesso argomento sotto il nome di Pietro Soave Polano, vol. 1, Roma, nella Stamperia d'Angelo Bernabò dal Verme Erede del Manelfi, 1656. URL consultato il 28 giugno 2019.
- Pietro Sforza Pallavicino, Istoria del Concilio di Trento, scritta dal P. Sforza Pallavicino, della Compagnia di Giesù ove insieme di rifiutasi con testimonianze auterevoli un Istoria falsa divolgata nello stesso argomento sotto il nome di Pietro Soave Polano, vol. 2, Roma, nella Stamperia d'Angelo Bernabò dal Verme Erede del Manelfi, 1657. URL consultato il 28 giugno 2019.
- Avvertimenti grammaticali per chi scrive in lingua italiana, 1661
- Pietro Sforza Pallavicino, Arte della perfezione cristiana, divisa in tre libri, Roma, ad instanza di Iacomo Antonio Celsi, libraro appresso al Collegio Romano, 1665. URL consultato il 28 giugno 2019.
- Pietro Sforza Pallavicino, Della vita di Alessandro VII, Prato, Nella Tipografia dei F.F. Giaccheti, 1839-1840, voll. 1-2.

## Ascendenza
|                                                                      |                                           |                                               | Genitori                                                 |  |  | Nonni |  |  | Bisnonni                                |  |  | Trisnonni                                   |  |
|                                                                      |                                           |                                               |                                                          |  |  |       |  |  | Uberto Pallavicino, marchese di Zibello |  |  | Bernardino Pallavicino, marchese di Zibello |  |
|                                                                      |                                           |                                               |                                                          |  |  |       |  |  | Uberto Pallavicino, marchese di Zibello |  |  | Bernardino Pallavicino, marchese di Zibello |  |
|                                                                      |                                           | Caterina de' Buffetti                         |                                                          |  |  |       |  |  | Uberto Pallavicino, marchese di Zibello |  |  |                                             |  |
| Alfonso I Pallavicino                                                |                                           |                                               |                                                          |  |  |       |  |  | Uberto Pallavicino, marchese di Zibello |  |  |                                             |  |
|                                                                      |                                           | Giovanna Gonzaga di Sabbioneta                | Gianfrancesco Gonzaga, conte di Sabbioneta               |  |  |       |  |  |                                         |  |  |                                             |  |
|                                                                      |                                           | Giovanna Gonzaga di Sabbioneta                | Gianfrancesco Gonzaga, conte di Sabbioneta               |  |  |       |  |  |                                         |  |  |                                             |  |
|                                                                      |                                           | Giovanna Gonzaga di Sabbioneta                | Antonia del Balzo                                        |  |  |       |  |  |                                         |  |  |                                             |  |
| Alessandro Pallavicino, marchese di Cortemaggiore, Busseto e Zibello |                                           | Giovanna Gonzaga di Sabbioneta                |                                                          |  |  |       |  |  |                                         |  |  |                                             |  |
|                                                                      |                                           | Gaspare Vincenzo Malaspina                    | Ghisello Malaspina                                       |  |  |       |  |  |                                         |  |  |                                             |  |
|                                                                      |                                           | Gaspare Vincenzo Malaspina                    | Ghisello Malaspina                                       |  |  |       |  |  |                                         |  |  |                                             |  |
|                                                                      |                                           | Gaspare Vincenzo Malaspina                    | Giovanna Scotti di Vigonelo                              |  |  |       |  |  |                                         |  |  |                                             |  |
| Ersilia Malaspina                                                    |                                           | Gaspare Vincenzo Malaspina                    |                                                          |  |  |       |  |  |                                         |  |  |                                             |  |
|                                                                      |                                           | Giulia Nicelli di Val Nure                    | …                                                        |  |  |       |  |  |                                         |  |  |                                             |  |
|                                                                      |                                           | Giulia Nicelli di Val Nure                    | …                                                        |  |  |       |  |  |                                         |  |  |                                             |  |
|                                                                      |                                           | Giulia Nicelli di Val Nure                    | …                                                        |  |  |       |  |  |                                         |  |  |                                             |  |
| Francesco Maria Sforza Pallavicino                                   |                                           | Giulia Nicelli di Val Nure                    |                                                          |  |  |       |  |  |                                         |  |  |                                             |  |
|                                                                      | Mario I Sforza, XIII conte di Santa Fiora | Bosio II Sforza, XI conte di Santa Fiora      |                                                          |  |  |       |  |  |                                         |  |  |                                             |  |
|                                                                      | Mario I Sforza, XIII conte di Santa Fiora | Bosio II Sforza, XI conte di Santa Fiora      |                                                          |  |  |       |  |  |                                         |  |  |                                             |  |
|                                                                      | Mario I Sforza, XIII conte di Santa Fiora | Costanza Farnese                              |                                                          |  |  |       |  |  |                                         |  |  |                                             |  |
| Federico Sforza di Santa Fiora, signore di Valmontone                | Mario I Sforza, XIII conte di Santa Fiora |                                               |                                                          |  |  |       |  |  |                                         |  |  |                                             |  |
|                                                                      |                                           | Fulvia Conti, signora di Valmontone e Lugnano | Giovanni Battista Conti, signora di Valmontone e Lugnano |  |  |       |  |  |                                         |  |  |                                             |  |
|                                                                      |                                           | Fulvia Conti, signora di Valmontone e Lugnano | Giovanni Battista Conti, signora di Valmontone e Lugnano |  |  |       |  |  |                                         |  |  |                                             |  |
|                                                                      |                                           | Fulvia Conti, signora di Valmontone e Lugnano | Livia Colonna di Paliano                                 |  |  |       |  |  |                                         |  |  |                                             |  |
| Francesca Sforza di Santa Fiora                                      |                                           | Fulvia Conti, signora di Valmontone e Lugnano |                                                          |  |  |       |  |  |                                         |  |  |                                             |  |
|                                                                      |                                           | Virginio Orsini, duca di San Gemini           | Ferdinando I, duca di Gravina                            |  |  |       |  |  |                                         |  |  |                                             |  |
|                                                                      |                                           | Virginio Orsini, duca di San Gemini           | Ferdinando I, duca di Gravina                            |  |  |       |  |  |                                         |  |  |                                             |  |
|                                                                      |                                           | Virginio Orsini, duca di San Gemini           | Beatrice Ferrillo                                        |  |  |       |  |  |                                         |  |  |                                             |  |
| Beatrice Orsini di San Gemini                                        |                                           | Virginio Orsini, duca di San Gemini           |                                                          |  |  |       |  |  |                                         |  |  |                                             |  |
|                                                                      |                                           | Ersilia Orsini di Pitigliano                  | Niccolò III Orsini, conte di Pitigliano                  |  |  |       |  |  |                                         |  |  |                                             |  |
|                                                                      |                                           | Ersilia Orsini di Pitigliano                  | Niccolò III Orsini, conte di Pitigliano                  |  |  |       |  |  |                                         |  |  |                                             |  |
|                                                                      |                                           | Ersilia Orsini di Pitigliano                  | Livia Orsini di Nerola                                   |  |  |       |  |  |                                         |  |  |                                             |  |
|                                                                      |                                           | Ersilia Orsini di Pitigliano                  |                                                          |  |  |       |  |  |                                         |  |  |                                             |  |